# Bernd Nickel
Bernd Nickel (ur. 15 marca 1949 w Siegbach, zm. 27 października 2021 tamże) – niemiecki piłkarz występujący na pozycji pomocnika.

## Kariera klubowa
Karierę rozpoczynał jako junior w klubie SV Eisemroth. W 1966 roku trafił do juniorskiej ekipy Eintrachtu Frankfurt, a rok później został włączony do jego pierwszej drużyny. W Bundeslidze zadebiutował 3 kwietnia 1968 w wygranym 4:0 meczu z VfB Stuttgart. W tamtym spotkaniu strzelił także gola. W sezonie 1967/1968 rozegrał 9 ligowych spotkań i zdobył 3 bramki. Od początku następnego sezonu stał się podstawowym graczem Eintrachtu. W 1974 oraz 1975 roku zdobywał z klubem Puchar Niemiec. W 1980 roku wygrał z Eintrachtem Puchar UEFA. W 1981 roku po raz trzeci w karierze zdobył z zespołem Puchar Niemiec. W ciągu 16 sezonów w Eintrachcie rozegrał 426 ligowych spotkań i strzelił 141 goli.
W 1983 roku odszedł do szwajcarskiego BSC Young Boys. W sezonie 1983/1984 zagrał tam w 20 ligowych meczach i zdobył w nich 10 bramek. W 1984 roku zakończył karierę.

## Kariera reprezentacyjna
W reprezentacji Niemiec wystąpił jeden raz. Był to wygrany 1:0 mecz eliminacji mistrzostw Europy 1976 z Maltą, rozegrany 22 grudnia 1974.